# Neophasia terlooii
Neophasia terlooii là một loài bướm thuộc họ Pieridae. Loài này có ở New Mexico, Arizona, và miền tây México.
Con đực màu trắng và đen tương tự như loài Neophasia menapia; con cái màu cam và đen.
Các cây chủ gồm Pinus ponderosa và Englemann spruce.